# 瀬谷駅
瀬谷駅（せやえき）は、神奈川県横浜市瀬谷区瀬谷四丁目にある、相模鉄道相鉄本線の駅である。駅番号はSO13。

## 歴史

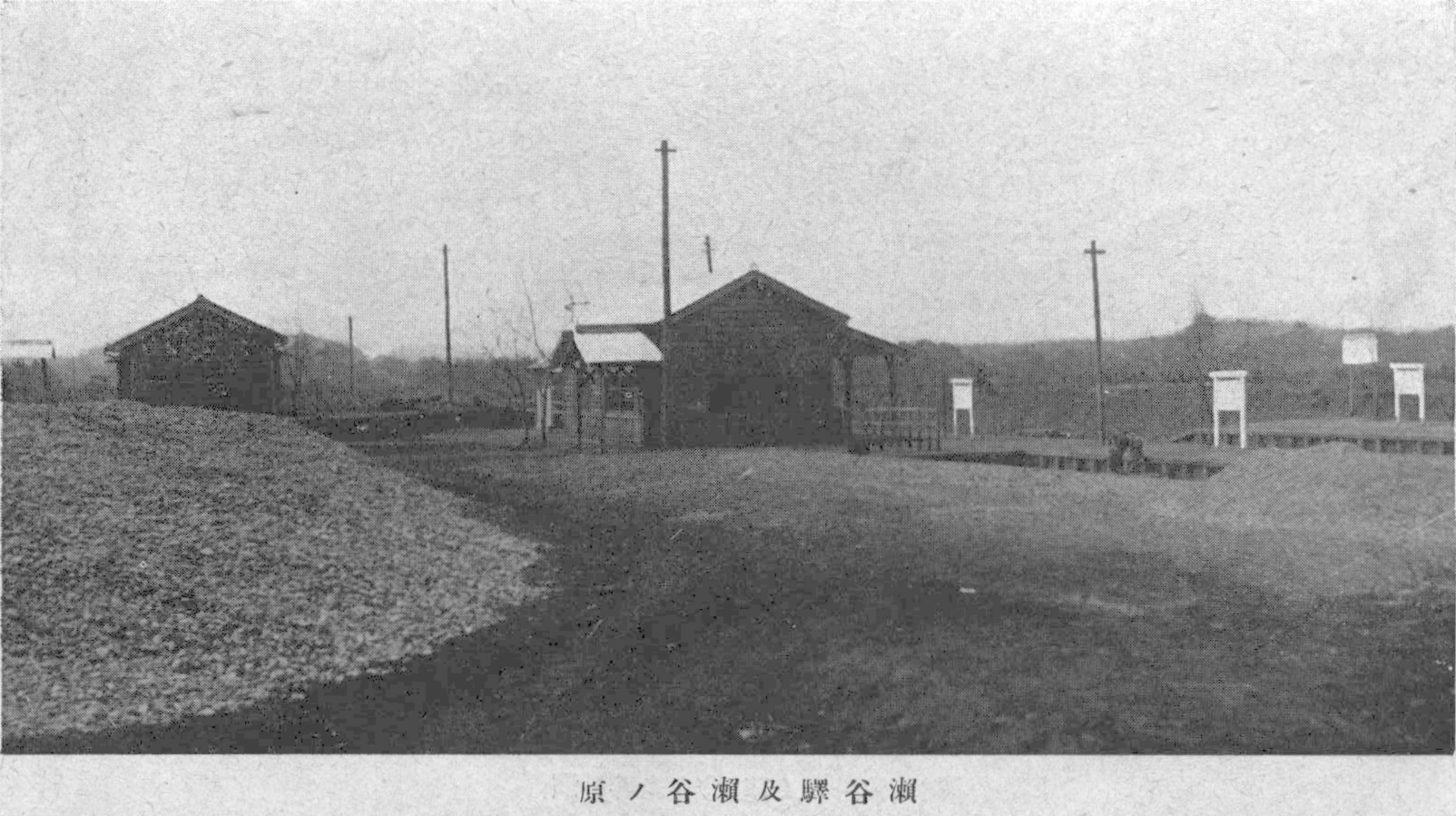
神中鉄道瀬谷駅（1927年頃）

- 1926年（大正15年）5月12日：神中鉄道の駅として開業[注 1]。
- 2004年（平成16年）3月28日：新駅舎（橋上駅舎化）および南北自由通路使用開始[注 2]。
- 2022年（令和4年）
  - 3月27日：2・3番線でホームドアの使用を開始[1]。
  - 7月24日：1・4番線でホームドアの使用を開始[2]。

### 駅名の由来
開業時の駅の所在地「鎌倉郡瀬谷村大字瀬谷」から。なお、瀬谷の地名の由来については「瀬谷区#地名の由来」を参照のこと。

## 駅構造
島式ホーム2面4線を有する地上駅。海老名寄りのみ、上り線より下り線に転線する片渡り線が設置されている。橋上駅舎を持っている。なお、橋上駅舎化以前は南北それぞれに駅舎があり、ホーム間を跨線橋で連絡していた。
2012年3月までは相対式ホーム1面1線と島式ホーム1面2線の形を取っていたが、3番線は貨物列車が運行していた頃に待避線として使用されていた。そのため、当時は下り列車同士の待避も可能とするため、下り線には上り線に転線可能な渡り線が設けられていた。しかし貨物列車が廃止されて以降は通常使用されなかった。
相鉄新横浜線を介したJR線・東急線とそれぞれ相互乗り入れする都心直通プロジェクト（神奈川東部方面線も参照）に伴い、下り線側に線路を新たに整備して上下線とも待避可能な2面4線にする工事が行われた。
- 2012年4月 新設の下り待避線を新1番線とする番線変更が行われた（旧1番線⇒新2番線、旧2番線⇒新3番線、旧3番線⇒新4番線）。
- 2012年4月29日 本線の改良工事に伴い2・3番線の使用を停止し1・4番線を使用する運用に変更
- 2013年5月19日 再整備が完了したことから2013年5月19日より発着番線が2・3番線に変更。なお特急運行開始時の2014年4月27日のダイヤ改正では1・4番線の旅客利用はされていなかった。
- 2015年5月31日 ダイヤ改正により、上り線にて、平日朝の特急による急行・快速の追い抜きを開始。
- 2019年11月30日 ダイヤ改正により、下り線においても午前中の特急による急行・快速・各駅停車の追い抜きを開始
- 2023年3月18日 ダイヤ改正以降は、平日・土休日とも朝夕を中心に特急または通勤特急の追い抜きを実施している。

一部の回送列車は当駅の1、4番線で停車または待避を行う列車が設定されている。 
2022年3月12日現在、1番線、4番線にそれぞれ10両編成が1本ずつ夜間滞泊を行っており、平日下りについては当駅始発の列車に充当される。
駅構内には、stationIST（イスト）やファミリーマートといった商業施設がある。
戦時中は海軍道路沿いに鉄道の引き込み線があった。その分岐点はかつて当駅から存在していた二ツ橋駅方面に近い位置にあり、横浜市立瀬谷中学校の敷地を通過して海軍道路に通じていた。
2007年12月にICカード専用改札機が導入された。

### 2面4線化の整備
神奈川東部方面線構想に伴い相鉄本線に二俣川以西も通過運転を行う速達列車を運行させる計画のため、上り線のみにある待避線を2010年4月から下り線にも敷設して4線化させる工事を開始した。当駅は昔からホームの2面4線化が想定されており、新駅舎自体に待避線を設ける空間は確保されていたが、列車の編成が長大化したことから線路沿い南側のそうてつローゼンなどを閉店し、また駐輪場を一時移設した上で敷地を確保した。当初は2011年3月に完成する予定だったが、下り待避線の線路と架線を敷設した後は上り待避線を撤去して再整備が行われ、同年夏に構内工事が完成、その後も本線や分岐線を撤去しつつ再整備を行っており工事は継続され、2013年12月をもって整備は終了した。

### ギャラリー

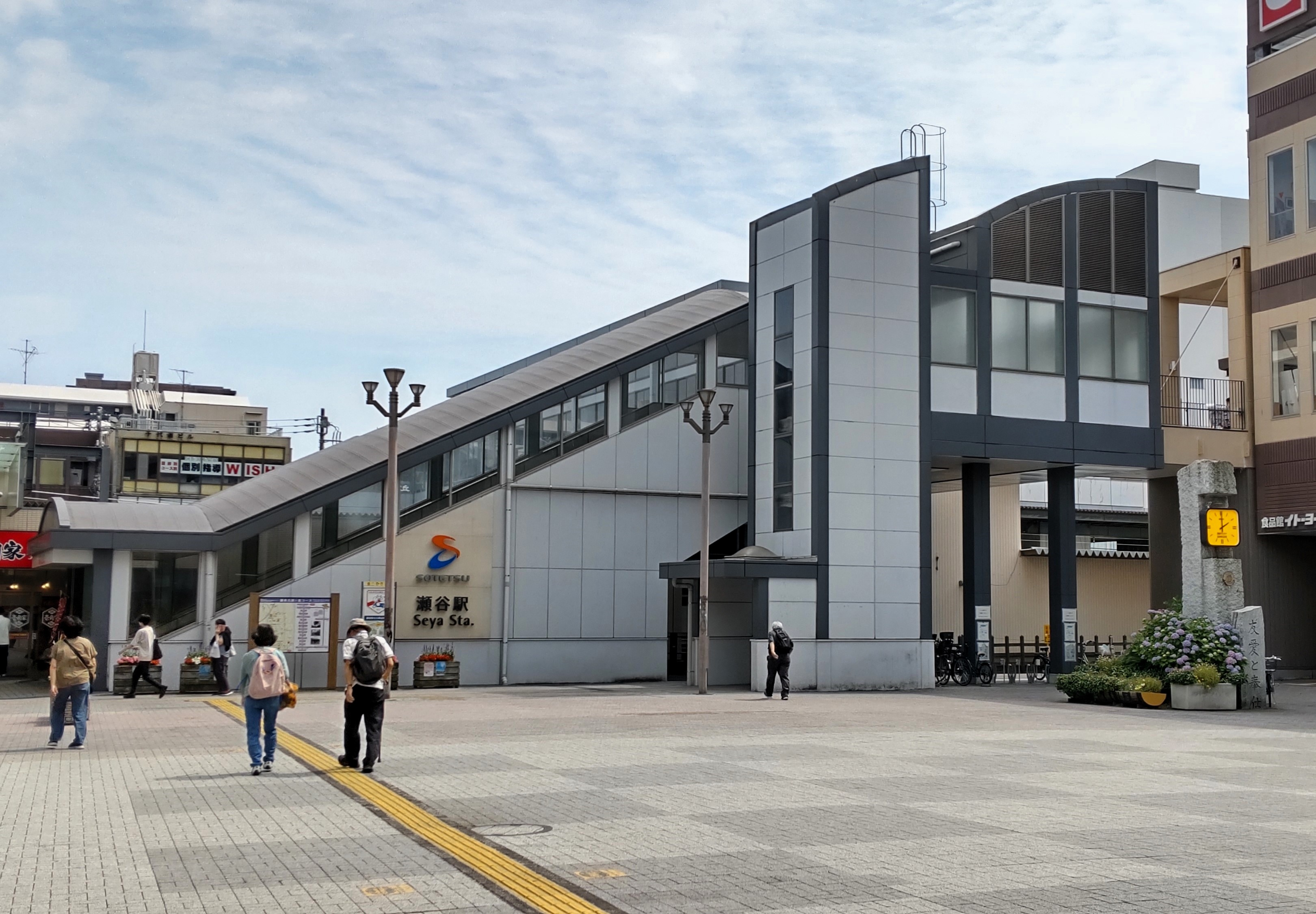
北口（2024年6月）
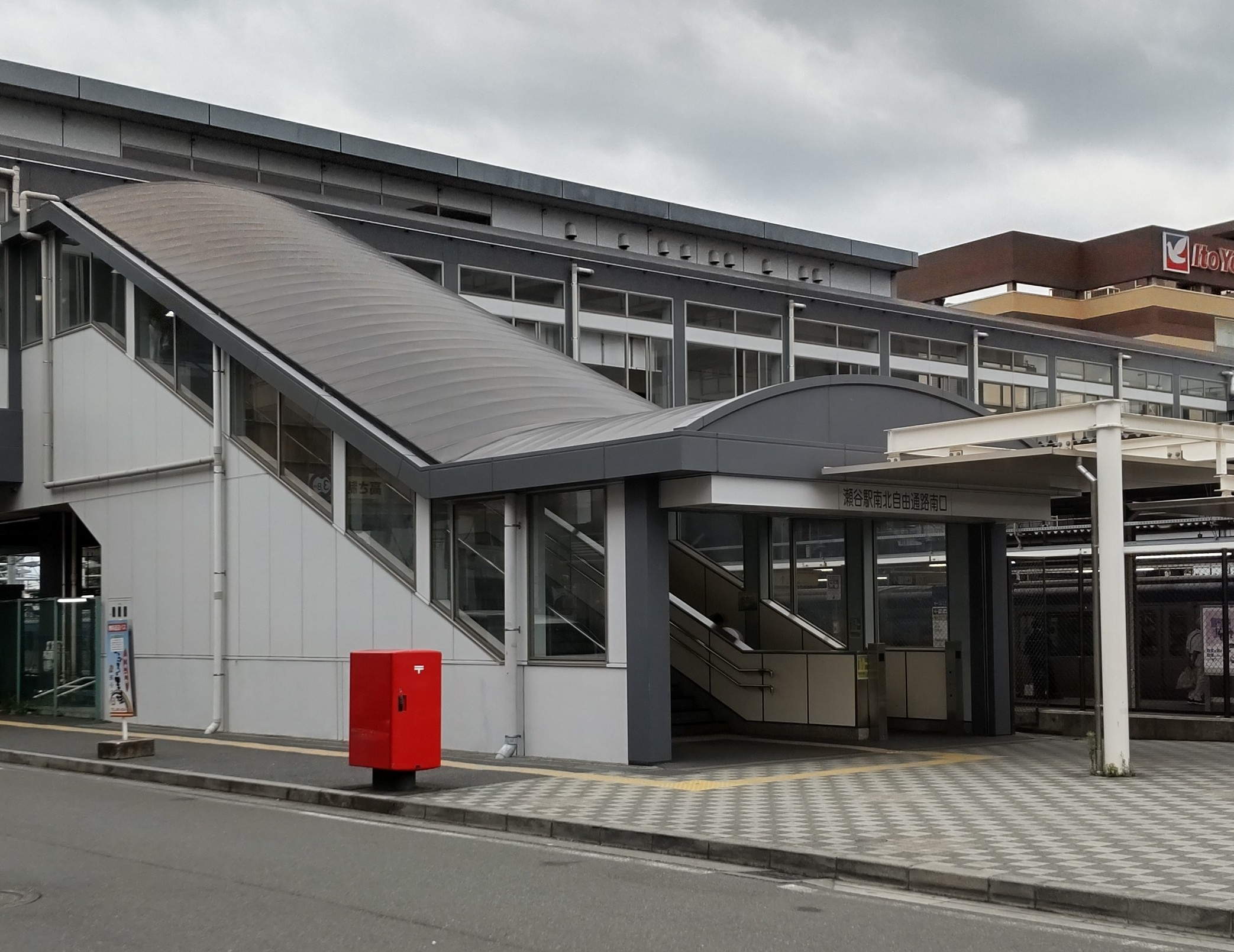
南口（2021年6月）
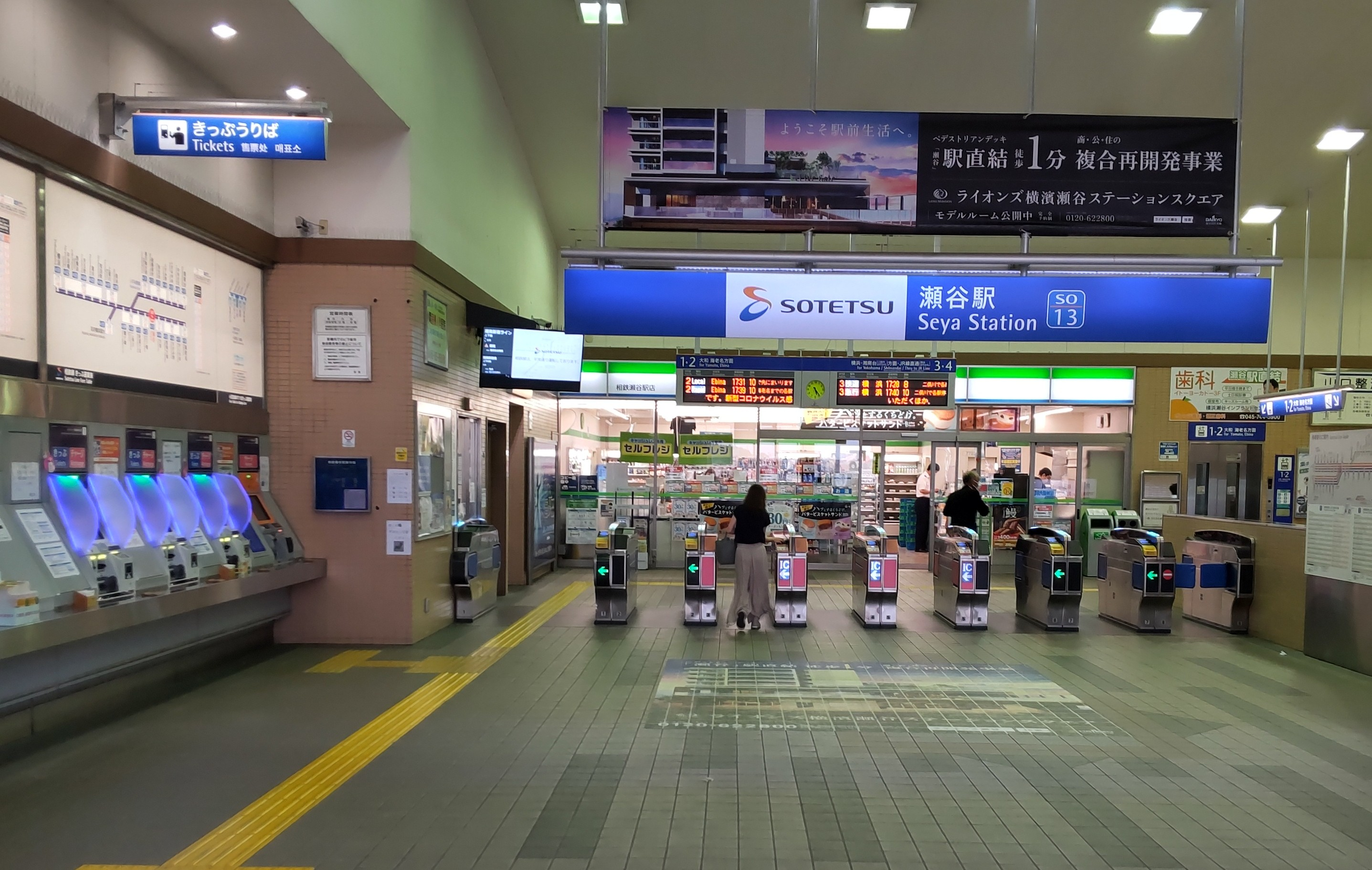
改札口（2021年6月）
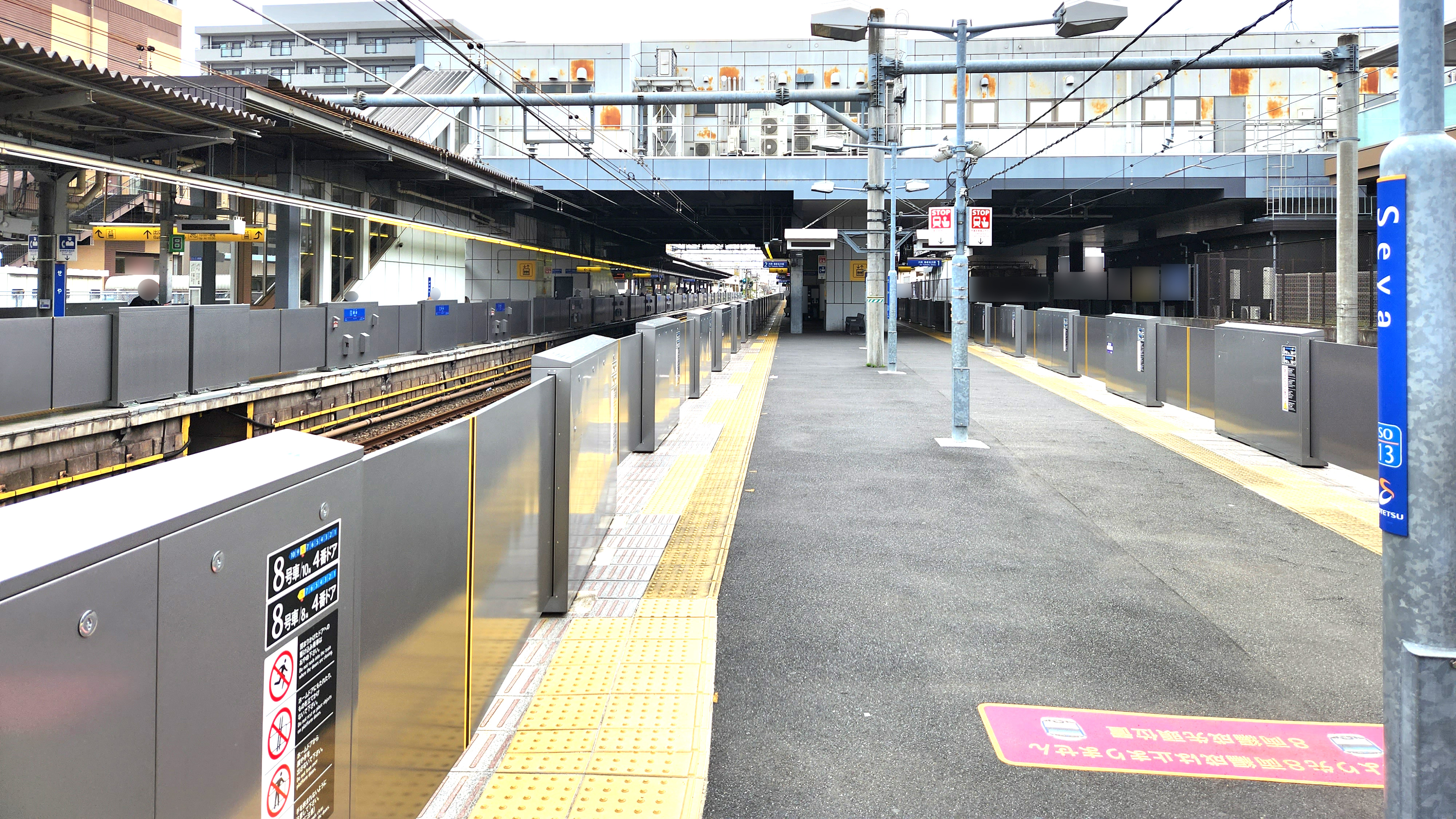
ホーム（2面4線・2023年4月）
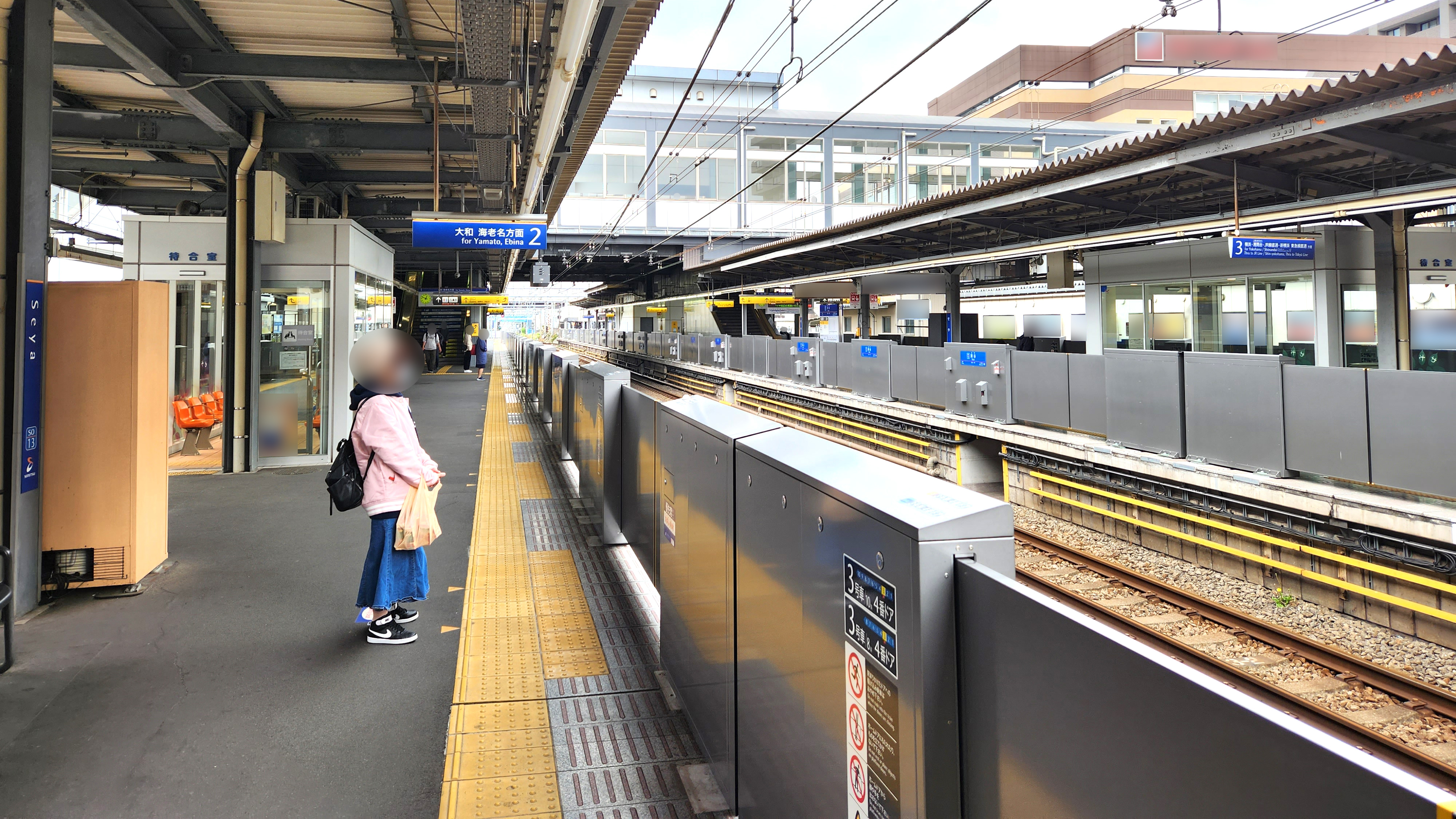
ホーム（2面3線・2023年4月）
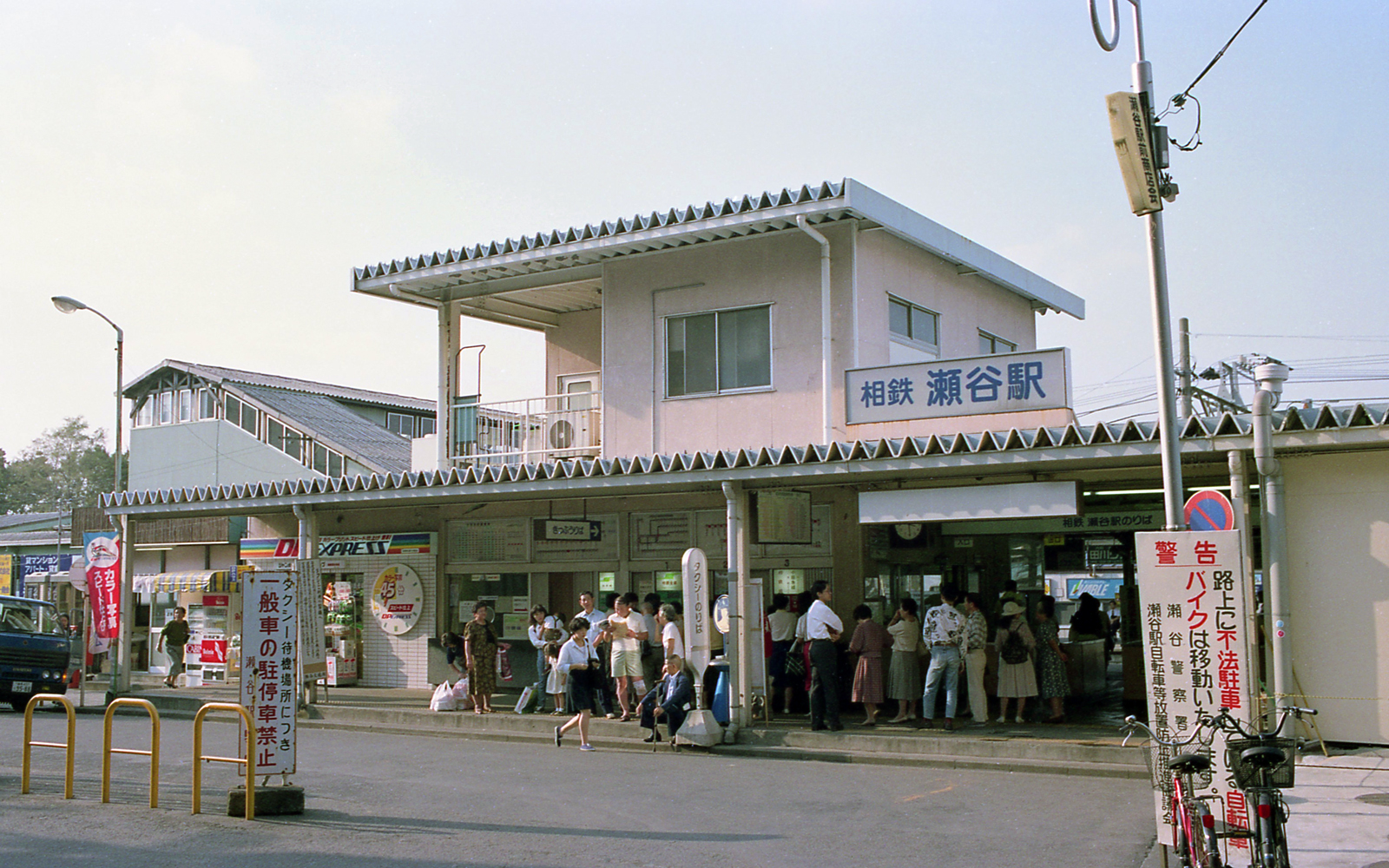
旧南口駅舎（1990年9月）

### のりば
| 番線 | 路線     | 方向 | 行先                                             |
| ---- | -------- | ---- | ------------------------------------------------ |
| 1・2 | 相鉄本線 | 下り | 海老名方面                                       |
| 3・4 | 相鉄本線 | 上り | 横浜・湘南台（二俣川のりかえ）・羽沢横浜国大方面 |

- 2・3番線が主本線で、1・4番線は待避線（副本線）である。

## 利用状況
2024年度の1日平均乗降人員は40,456人である。相鉄線全27駅中第8位。
近年の1日平均乗降・乗車人員推移は下表の通り。
| 年度               | 1日平均 乗降人員 | 1日平均 乗車人員 | 出典                |
| ------------------ | ---------------- | ---------------- | ------------------- |
| 1980年（昭和55年） |                  | 21,049           | [ 横浜市統計書 1 ]  |
| 1981年（昭和56年） |                  | 21,310           | [ 横浜市統計書 1 ]  |
| 1982年（昭和57年） |                  | 21,436           | [ 横浜市統計書 1 ]  |
| 1983年（昭和58年） |                  | 21,448           | [ 横浜市統計書 1 ]  |
| 1984年（昭和59年） |                  | 21,690           | [ 横浜市統計書 1 ]  |
| 1985年（昭和60年） |                  | 21,934           | [ 横浜市統計書 1 ]  |
| 1986年（昭和61年） |                  | 22,433           | [ 横浜市統計書 1 ]  |
| 1987年（昭和62年） |                  | 22,746           | [ 横浜市統計書 1 ]  |
| 1988年（昭和63年） |                  | 23,255           | [ 横浜市統計書 1 ]  |
| 1989年（平成元年） |                  | 23,345           | [ 横浜市統計書 1 ]  |
| 1990年（平成02年） |                  | 23,186           | [ 横浜市統計書 1 ]  |
| 1991年（平成03年） |                  | 22,972           | [ 横浜市統計書 1 ]  |
| 1992年（平成04年） |                  | 22,545           | [ 横浜市統計書 1 ]  |
| 1993年（平成05年） |                  | 22,471           | [ 横浜市統計書 1 ]  |
| 1994年（平成06年） |                  | 22,277           | [ 横浜市統計書 1 ]  |
| 1995年（平成07年） |                  | 22,049           | [ 横浜市統計書 1 ]  |
| 1996年（平成08年） |                  | 21,364           | [ 横浜市統計書 1 ]  |
| 1997年（平成09年） |                  | 20,701           | [ 横浜市統計書 1 ]  |
| 1998年（平成10年） |                  | 20,424           | [ 横浜市統計書 1 ]  |
| 1999年（平成11年） | 40,554           | 20,370           | [ 神奈川県統計 1 ]  |
| 2000年（平成12年） | 40,330           | 20,346           | [ 神奈川県統計 1 ]  |
| 2001年（平成13年） | 40,368           | 20,437           | [ 神奈川県統計 2 ]  |
| 2002年（平成14年） | 40,101           | 20,375           | [ 神奈川県統計 3 ]  |
| 2003年（平成15年） | 40,018           | 20,358           | [ 神奈川県統計 4 ]  |
| 2004年（平成16年） | 40,711           | 20,743           | [ 神奈川県統計 5 ]  |
| 2005年（平成17年） | 41,517           | 21,164           | [ 神奈川県統計 6 ]  |
| 2006年（平成18年） | 41,472           | 21,145           | [ 神奈川県統計 7 ]  |
| 2007年（平成19年） | 42,400           | 21,559           | [ 神奈川県統計 8 ]  |
| 2008年（平成20年） | 43,162           | 21,902           | [ 神奈川県統計 9 ]  |
| 2009年（平成21年） | 42,834           | 21,715           | [ 神奈川県統計 10 ] |
| 2010年（平成22年） | 42,887           | 21,728           | [ 神奈川県統計 11 ] |
| 2011年（平成23年） | 42,194           | 21,377           | [ 神奈川県統計 12 ] |
| 2012年（平成24年） | 42,866           | 21,703           | [ 神奈川県統計 13 ] |
| 2013年（平成25年） | 43,860           | 22,195           | [ 神奈川県統計 14 ] |
| 2014年（平成26年） | 43,630           | 22,027           | [ 神奈川県統計 15 ] |
| 2015年（平成27年） | 44,474           | 22,429           | [ 神奈川県統計 16 ] |
| 2016年（平成28年） | 44,358           | 22,348           | [ 神奈川県統計 17 ] |
| 2017年（平成29年） | 44,491           | 22,406           | [ 神奈川県統計 18 ] |
| 2018年（平成30年） | 44,738           | 22,474           | [ 神奈川県統計 19 ] |
| 2019年（令和元年） | 44,085           | 22,215           | [ 神奈川県統計 20 ] |
| 2020年（令和02年） | 34,150           | 17,168           | [ 神奈川県統計 21 ] |
| 2021年（令和03年） | 35,684           | 17,920           | [ 神奈川県統計 22 ] |
| 2022年（令和04年） | 37,765           | 18,948           | [ 横浜市統計書 1 ]  |
| 2023年（令和05年） | 39,475           |                  |                     |
| 2024年（令和06年） | 40,456           |                  |                     |

## 駅周辺

### 概要
戦後しばらくの間は、商業施設は南口のスーパーマーケットなどが主であり、貸し自転車店や風呂桶店があった。金融機関は横浜南農協と瀬谷郵便局だけであった。北口は戸塚区役所瀬谷支所・横浜市立瀬谷小学校・横浜市立瀬谷中学校・瀬谷消防署・瀬谷北郵便局などが主だった施設であった。
1950年代後半に横浜市は瀬谷の市街地造成を打ち出したが、上瀬谷通信施設周辺の工場化・住宅化を嫌った在日米軍が基地周囲に電波緩衝地区の設定を要求、1959年には当駅を含む極めて広範囲に電波規制と建設規制が布かれ、開発が遅れることとなった。1958年には厚木街道から駅南口まで南北500mの区間に公団通り商店街（のちの瀬谷銀座通り商店街）が誕生した。
1970年代になると、金融機関は南口に横浜信用金庫、北口に横浜銀行が出店し、その後北口にも八千代信用金庫、南口にも静岡銀行（その後撤退）が進出した。スーパーマーケットは北口に西友（2006年閉店）が出店し、南口の相模鉄道資材置き場跡地にも相鉄ストア（現在閉店）が出店した。同年代半ば以降には北口にバス乗り場が設置され、相模鉄道バスは細谷戸団地行、神奈川中央交通は戸塚駅東口行、鶴間駅行、原町田行の路線が乗り入れていた。また、ダイオー（ラオックス）も開店した。
1983年に放映された『早春スケッチブック』の舞台となった希望ヶ丘駅周辺と共に、主人公が八千代信用金庫瀬谷支店の渉外課長という設定で、同支店と北口広場でロケ撮影が行われた。他には、南口から少し離れた厚木街道沿いにある洋食レストラン「シオタ」でもロケ撮影が行われた。
駅西側を通る環状4号線は「海軍道路」と呼ばれ、桜並木が花見の名所として知られる。2005年の環状4号線の部分開通で跨線橋が仮設（仮高架化）され、交通量は増加傾向にある。この他、駅周辺の観光資源として瀬谷八福神があり、年始になると、その窓口として瀬谷八福神めぐりスタンプブック（御朱印帳）の販売なども行われる。
駅前の雑居ビル2Fに八重樫東経営のスポーツバー「居酒屋ダイニングカウント8」があるが、客足が伸びず赤字続きであったかとから『坂上&指原のつぶれない店』で丹道夫の指導による経営改革が行われ、2019年11月に放映されている。

### 駅前再開発

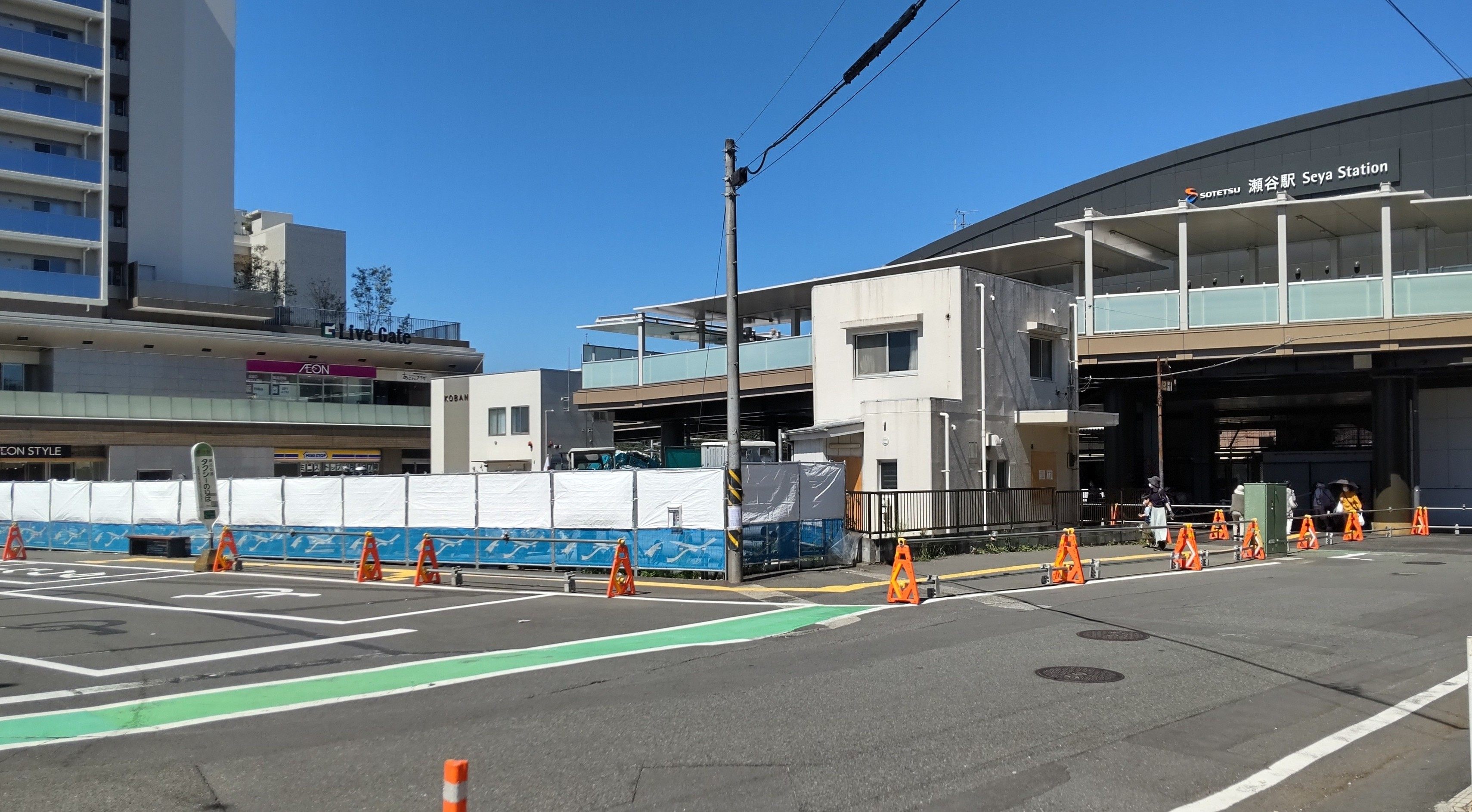
再開発工事中の南口駅前（2021年9月）。解体前の旧駅前交番（右）と移設された新駅前交番（左）

冷戦終結後の1994年に電波規制が解除されると、当駅周囲の再開発が行われた。
北口再開発（1988年事業計画決定・2000年事業完了）
駅北口は店舗が少ないこともあって順調に進み、駅前広場を中心に商業施設やマンションの建設が進められた。スーパーマーケットでは1999年にマルエツ、翌2000年にユータカラヤ（現在閉店）が出店した。1998年には相鉄駐車場ビルが完成し、1階が「瀬谷駅北口交通広場」（バス・タクシー乗り場）となっている。
2009年4月より駅北東側（元：ダイソーから宝くじ売り場付近）に地上3階建ての商業ビルを建設し、2010年7月1日に「スマイルストリート瀬谷」として開業した。
2018年3月にはイトーヨーカドーが開店し、駅自由通路2階と店舗を直結する連絡橋が作られた。
南口再開発（1988年事業計画決定、1991年「瀬谷駅南口街づくり協議会」発足）
駅南口は個人経営の小型店舗が多く、権利関係などが絡んで再開発計画が大きく遅延してきた。2000年代に入ってからは一部商店が閉店し、跡地が駐車場・駐輪場となった箇所も見られ、北口や環状4号線沿いの賑わいに比べて活気がなくなっていた。しかし、2015年に都市計画が決定、2016年に瀬谷駅南口第1地区市街地再開発組合が設立され、2019年より南口駅前エリアの解体・新築工事に着手した。2022年、構想の始まりから38年目にして再開発事業が完成した。
駅前には駅前広場とバス・タクシー乗り場が新設され、環状4号線跨線橋方面からの一方通行路が整理された。また、地下1階・地上10階建ての複合再開発ビル「ライブゲート瀬谷」が2021年9月に竣工し、屋根付きのペデストリアンデッキで駅と直結された。1・2階は商業施設（イオンスタイルほか）、3・4階は横浜市区民文化センター「あじさいプラザ」、その上が分譲マンション（144戸）となっている。

### 北口
- 横浜市立瀬谷中学校[注 3]
- 横浜市立瀬谷小学校
- 瀬谷養護学校
- 横浜市立瀬谷図書館
- 瀬谷中央公園
- 瀬谷本郷公園
- 横浜瀬谷北郵便局
- 横浜銀行瀬谷支店
- 相鉄駐車場ビルディング - 1階は「瀬谷駅北口交通広場」（バスターミナルやタクシー乗り場など）となっている。
- スマイルストリート瀬谷
  - ザ・ダイソー
  - そうてつ保育園GENKIDS瀬谷
  - そうてつエルフィーキッズ瀬谷
- マルエツ 瀬谷店
  - パシオス 瀬谷店
- 食品館イトーヨーカドー瀬谷店（駅直結）
- ハックドラッグ瀬谷駅北口店
- 日本アビオニクス横浜事業所・本店

### 南口
- 横浜市立瀬谷地区センター
- 横浜市瀬谷スポーツセンター
- 瀬谷郵便局
  - ゆうちょ銀行瀬谷店
- 横浜瀬谷南郵便局
- 横浜信用金庫瀬谷支店
- JA横浜瀬谷駅前支店
- 城南信用金庫瀬谷支店
- 神奈川銀行瀬谷支店
- 銀座通り商店街
  - スポーツクラブNAS瀬谷
- いちょう通り商店街
- ライブゲート瀬谷
  - 横浜市瀬谷区民文化センター（あじさいプラザ）
  - イオンスタイル横浜瀬谷
- クリエイト・エス・ディー瀬谷駅南口店
- クリエイト・エス・ディー新瀬谷南台店
- オリンピック瀬谷店
- BOOKOFF SUPER BAZAAR横浜瀬谷南台店
- ロピア 瀬谷橋戸店
- ハックドラッグ瀬谷店

### ギャラリー

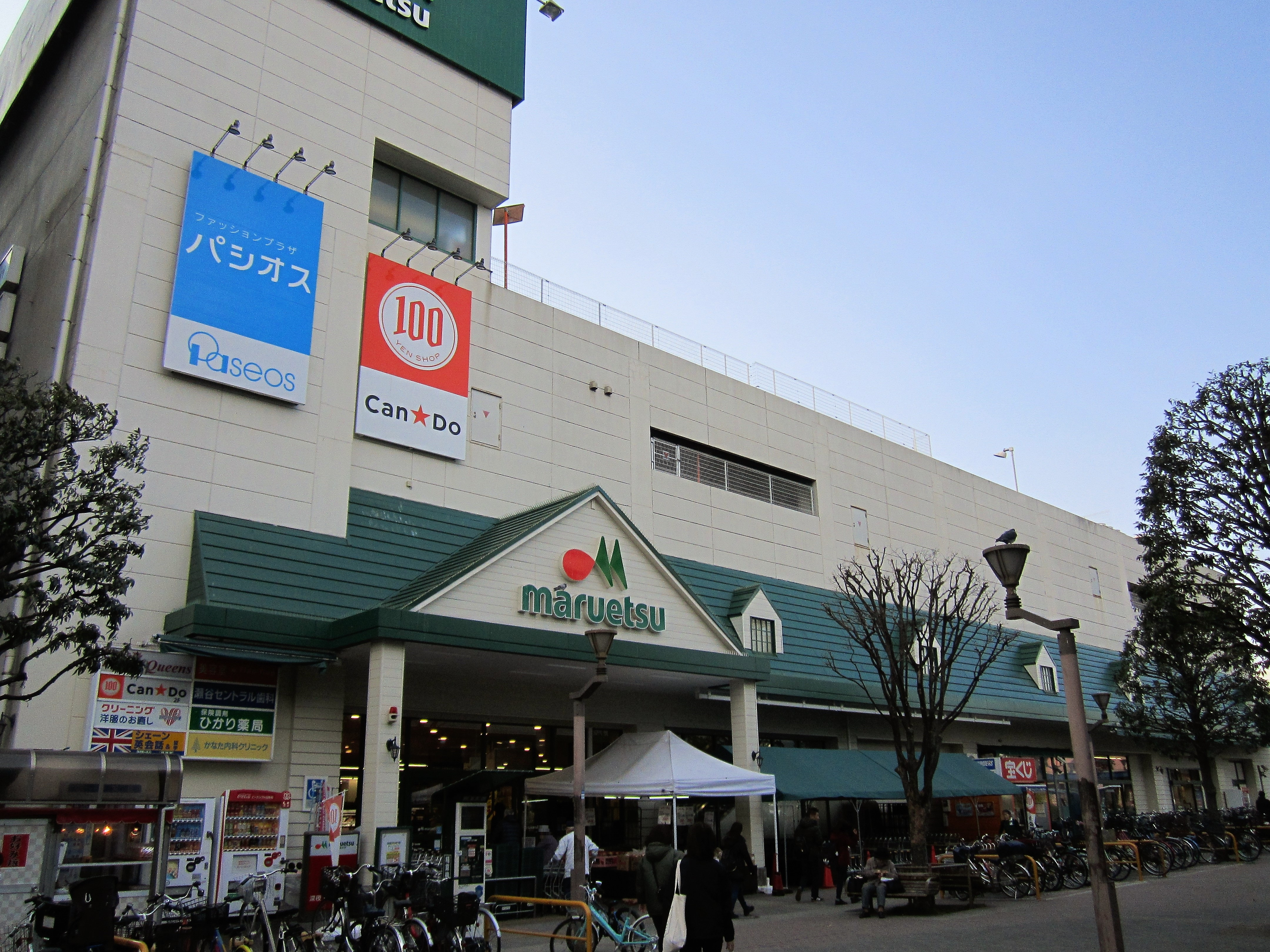
マルエツ瀬谷店
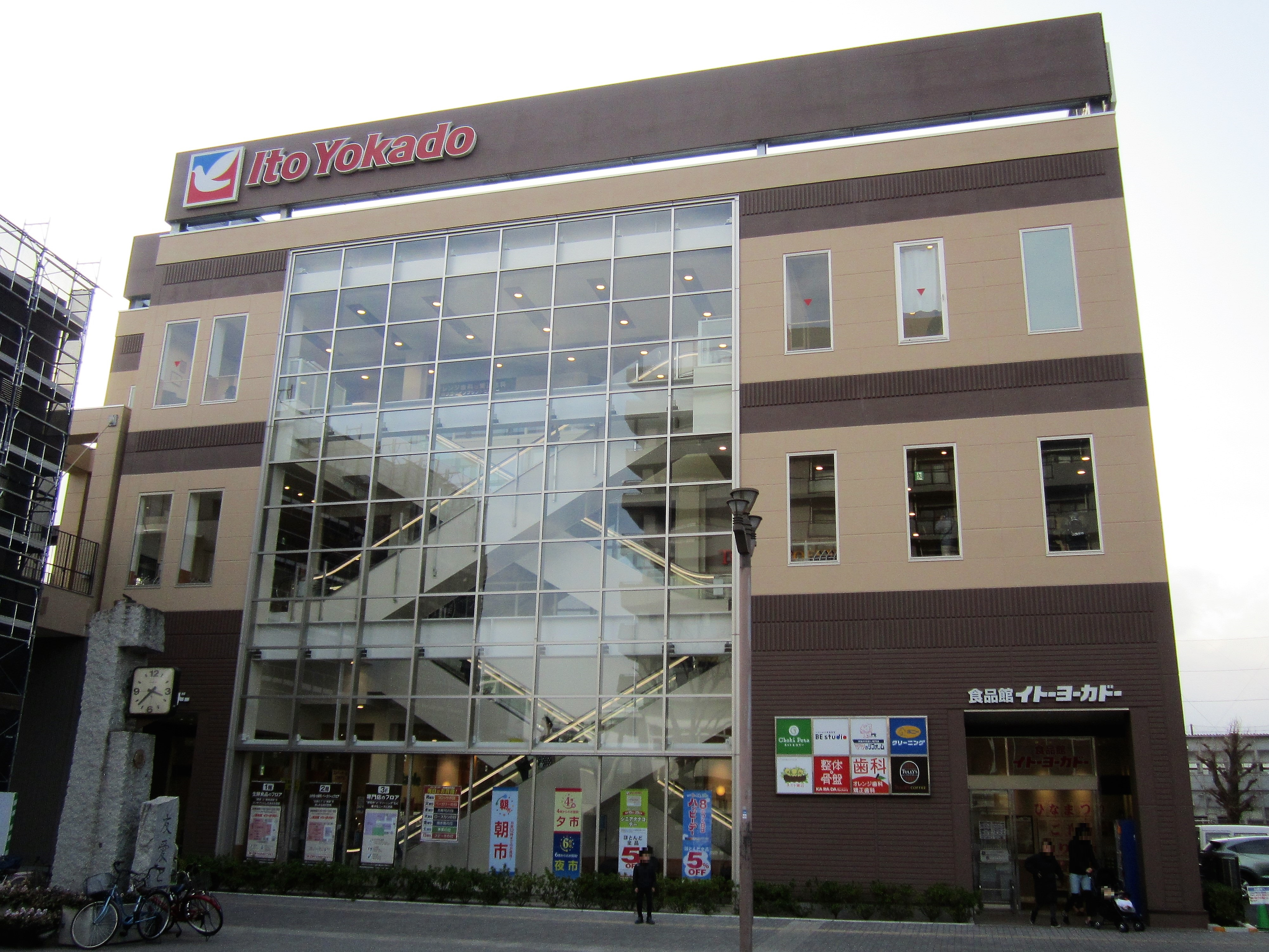
イトーヨーカドー食品館瀬谷店
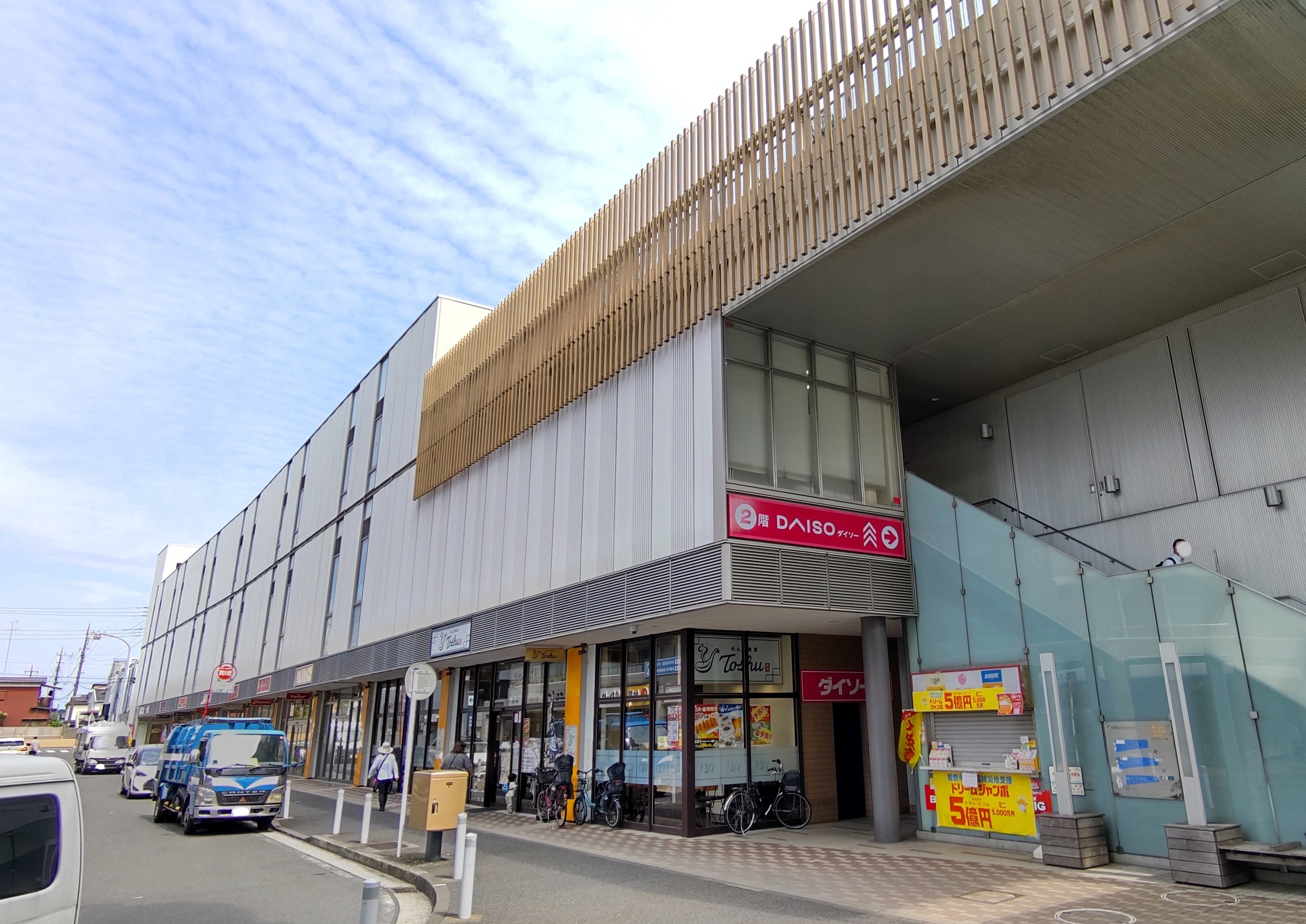
スマイルストリート瀬谷
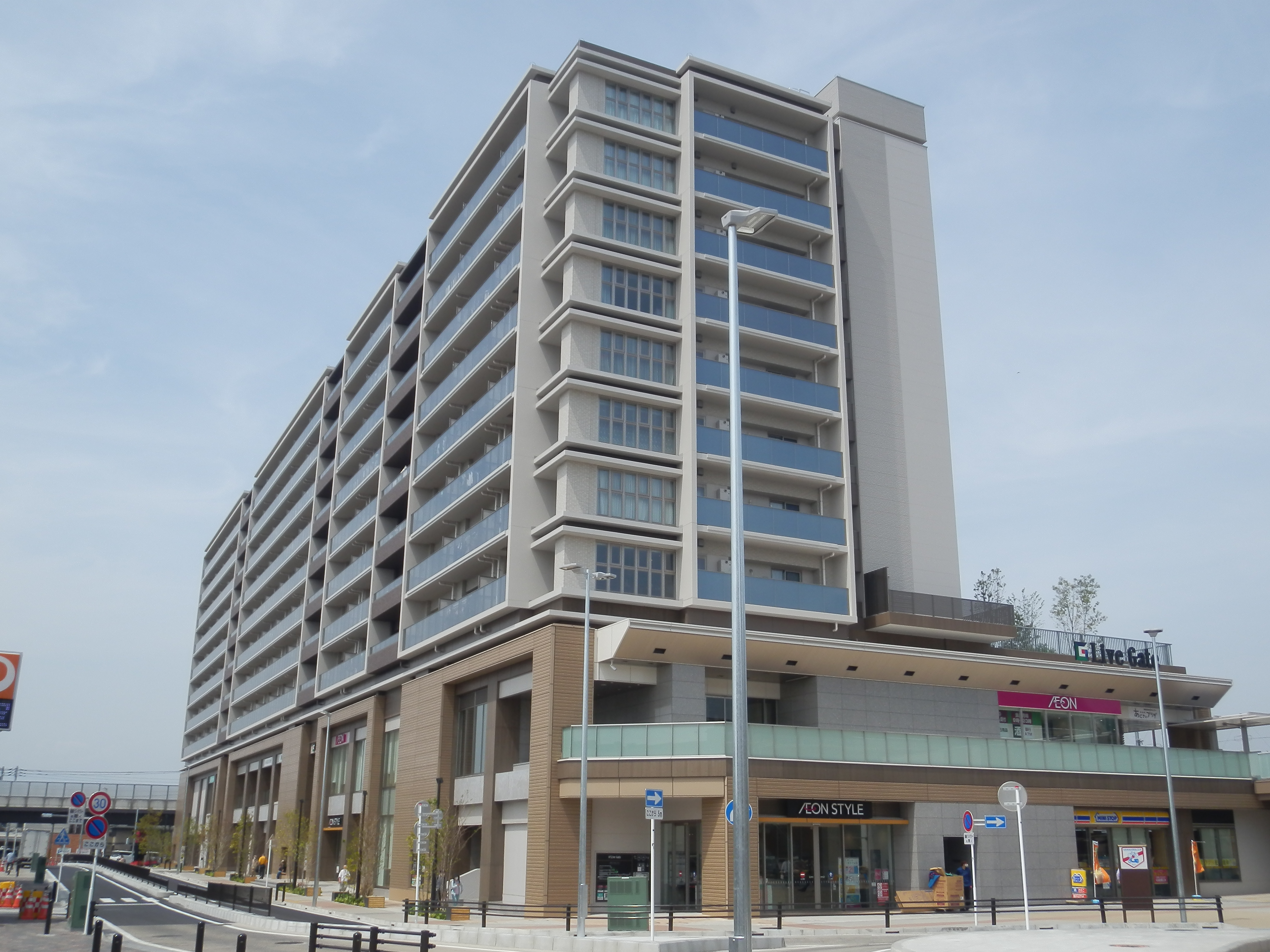
ライブゲート瀬谷（イオンスタイル横浜瀬谷）

## バス路線
交通広場（バスターミナル）は北口と南口の2か所にあり、神奈川中央交通のバス路線が乗り入れている。下記の路線以外に、かつては戸塚駅東口や町田バスセンターまで神奈川中央交通の路線が運行されていた。この他、南口より銀座通りを経由して下瀬谷行きの相模鉄道バスが運行されていた時期もある。

### 北口
停留所名は「瀬谷駅」である。2番乗り場からの細谷戸線（瀬31系統）はかつて相模鉄道バスが運行していたが、2007年12月に路線撤退を発表し、翌2008年8月16日から神奈川中央交通へ移譲されている。
- 1番乗り場
  - 瀬01：八幡神社前行
  - 瀬03：マークスプリングス行
  - 間14・間15：鶴間駅東口行
  - 間15：三ツ境駅北口行
- 2番乗り場
  - 瀬31：細谷戸第5行

各路線の詳細は神奈川中央交通大和営業所を参照。

### 南口
停留所名は「瀬谷駅南口」である。再開発により2022年4月1日から南口広場が供用開始となり、泉区方面の路線が発着するようになった。
- 立01：立場ターミナル行
- 瀬02：上飯田車庫行

各路線の詳細は神奈川中央交通戸塚営業所を参照。

## 隣の駅
相模鉄道
 相鉄本線
■特急
通過
■通勤急行（平日上りのみ運転）・■快速・■各駅停車
三ツ境駅 (SO12) - 瀬谷駅 (SO13) - 大和駅 (SO14)
- 当駅 - 三ツ境駅間には、1960年まで二ツ橋駅が存在していた。